# خدمات أمازون ويب
خدمات أمازون ويب (بالإنجليزية: Amazon Web Services وإختصاراً AWS) وهي مجموعة خدمات للحوسبة البعيدة وتدعى أيضاً خدمات الويب، وجميعها معاً تصنع منصة الحوسبة السحابية تقدم على الإنترنت من قبل شركة أمازون، والأكثر مركزية والمعروفة جيداً هي
أمازون إس 3 أمازون إي سي 2. تم إطلاق هذه الخدمات في يوليو 2002.
توفر على الطلب الحوسبة السحابية منصات واجهات برمجة التطبيقات للأفراد والشركات، والحكومات، على أساس أجهزة الاستنشاق دفع الاستحقاقات أولا بأول. توفر خدمات الويب الخاصة بالحوسبة السحابية مجموعة متنوعة من البنية التحتية التقنية المجردة الأساسية وكتل وأدوات بناء الحوسبة الموزعة. إحدى هذه الخدمات هي أمازون إي سي 2 (EC2)، والتي تتيح للمستخدمين أن يكون لديهم تحت تصرفهم مجموعة افتراضية من أجهزة الكمبيوتر، متاحة طوال الوقت، عبر الإنترنت. يحاكي إصدار خدمات أمازون ويب من أجهزة الكمبيوتر الافتراضية معظم سمات الكمبيوتر الحقيقي، بما في ذلك وحدات المعالجة المركزية للأجهزة (CPUs) ووحدات معالجة الرسومات (GPUs)؛ ذاكرة الوصول العشوائي؛ تخزين القرص الصلب / SSD؛ اختيار أنظمة التشغيل؛ الشبكات؛ وبرامج التطبيقات المحملة مسبقًا مثل خوادم الويب وقواعد البيانات وإدارة علاقات العملاء (CRM).
يتم تنفيذ تقنية خدمات أمازون ويب في مزارع الخوادم في جميع أنحاء العالم، ويتم صيانتها بواسطة شركة امازون التابعة. تعتمد الرسوم على مجموعة من الاستخدام (المعروف باسم نموذج «الدفع أولاً بأول»)، أو الأجهزة، أو نظام التشغيل، أو البرامج، أو ميزات الشبكة التي يختارها المشترك المطلوب، والتوافر، والتكرار، والأمان، وخيارات الخدمة. يمكن للمشتركين الدفع مقابل كمبيوتر خدمات أمازون ويب افتراضي واحد أو كمبيوتر مادي مخصص أو مجموعات من أي منهما. كجزء من اتفاقية الاشتراك، توفر أمازون الأمان لأنظمة المشتركين. تعمل خدمات أمازون ويب من العديد من المناطق الجغرافية العالمية بما في ذلك 6 في أمريكا الشمالية.
تقوم أمازون بتسويق خدمات أمازون ويب للمشتركين كطريقة للحصول على سعة حوسبة واسعة النطاق بشكل أسرع وأرخص من بناء مزرعة خوادم فعلية. يتم محاسبة جميع الخدمات على أساس الاستخدام، ولكن كل خدمة تقيس الاستخدام بطرق مختلفة. اعتبارًا من عام 2017، تمتلك خدمات أمازون ويب نسبة 33% المهيمنة من إجمالي السحابة (البنية التحتية كخدمة، المنصة كخدمة) بينما يمتلك المنافسان التاليان مايكروسوفت وجوجل 18% و 9% على التوالي وفقًا لمجموعة سينرجي.

## الخدمات
اعتبارًا من عام 2020، تضم خدمات أمازون ويب أكثر من 175 منتجًا وخدمة بما في ذلك الحوسبة والتخزين والشبكات وقواعد البيانات والتحليلات وخدمات التطبيقات والنشر والإدارة والأجهزة المحمولة وأدوات المطورين والأدوات الخاصة بإنترنت الأشياء. الأكثر شيوعًا تشمل أمازون إي سي 2 (EC2) وأمازون إس 3 (Amazon S3) وخدمات أمازون ويب ولامدا (وظيفة بدون خادم تتيح استخراج، تحويل، تحميل بدون خادم، على سبيل المثال بين مثيلات EC2 و S3).
لا يتم عرض معظم الخدمات بشكل مباشر على المستخدمين النهائيين، ولكنها بدلاً من ذلك تقدم وظائف من خلال واجهات برمجة التطبيقات للمطورين لاستخدامها في تطبيقاتهم. يتم الوصول إلى عروض خدمات أمازون ويب عبر بروتوكول نقل النص الفائق، باستخدام النمط المعماري رست وبروتوكول سواب لواجهات برمجة التطبيقات الأقدم وحصريًا جسون.

## التاريخ

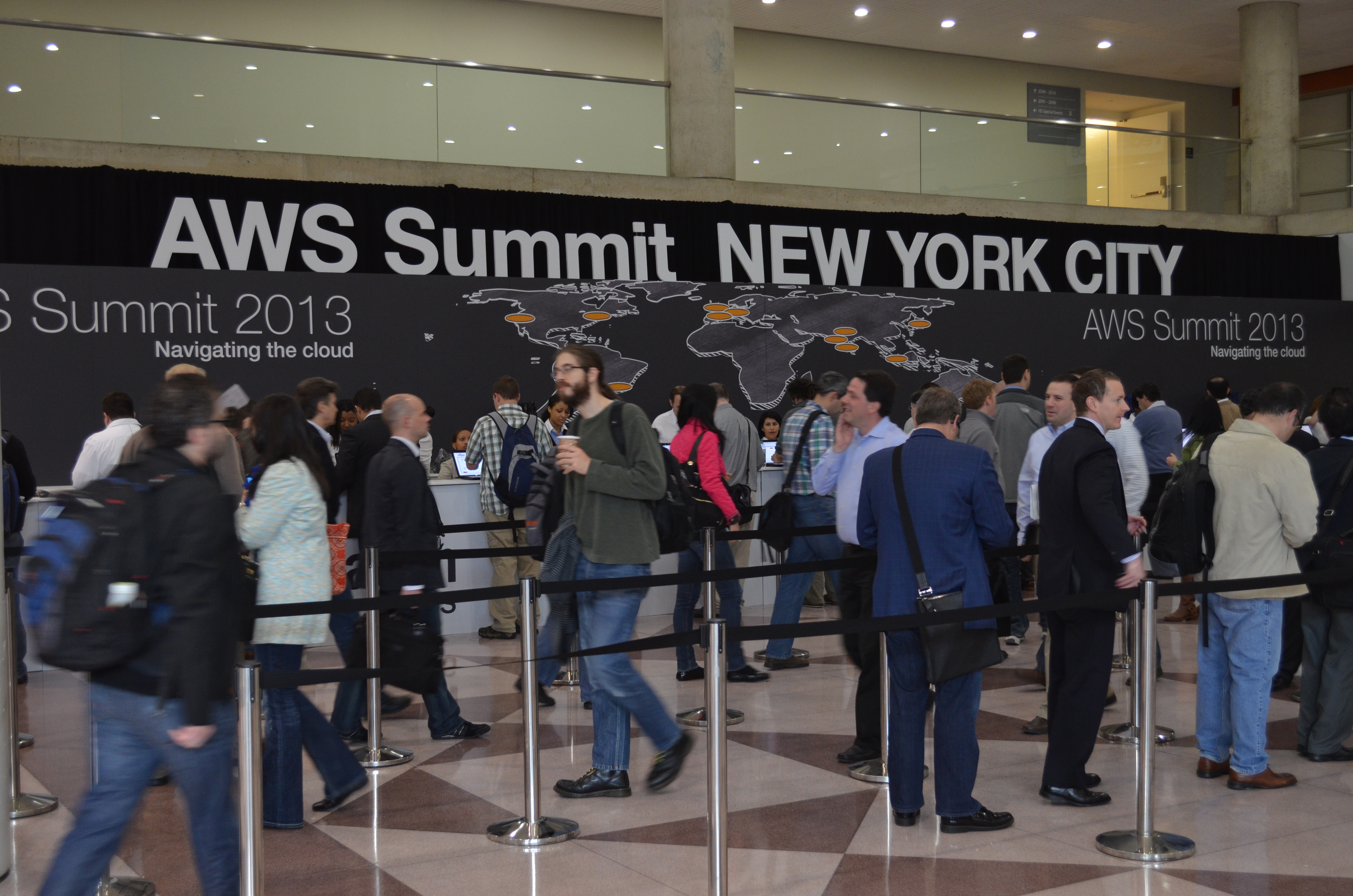
حدث خدمات أمازون ويب Summit 2013 في مدينة نيويورك.

تم إطلاق منصة خدمات أمازون ويب في يوليو 2002. كانت المنصة في مراحلها الأولى تتكون من عدد قليل من الأدوات والخدمات المتباينة. ثم في أواخر عام 2003، تمت إعادة صياغة مفهوم خدمات أمازون ويب علنًا عندما قدم كريس بينكهام وبنجامين بلاك ورقة تصف رؤية للبنية التحتية لحوسبة التجزئة في أمازون والتي كانت موحدة تمامًا ومؤتمتة بالكامل وستعتمد بشكل كبير على خدمات الويب لخدمات مثل التخزين الاعتماد على العمل الداخلي الجاري بالفعل. قرب نهاية ورقتهم، ذكروا إمكانية بيع الوصول إلى الخوادم الافتراضية كخدمة، واقترحوا أن الشركة يمكن أن تولد إيرادات من الاستثمار الجديد في البنية التحتية. في نوفمبر 2004، تم إطلاق أول خدمة خدمات أمازون ويب للاستخدام العام: خدمة قائمة انتظار بسيطة ‏ (SQS). بعد ذلك، طورت بينكهام والمطور الرئيسي كريستوفر براون خدمة أمازون إي سي 2، مع فريق في كيب تاون، جنوب إفريقيا.
أعيد إطلاق خدمات أمازون ويب رسميًا في 14 مارس 2006، حيث جمعت بين عروض الخدمة الأولية الثلاثة للتخزين السحابيأمازون إس 3 و SQS وEC2. قدمت منصة خدمات أمازون ويب أخيرًا مجموعة متكاملة من الخدمات الأساسية عبر الإنترنت، كما اقترح كريس بينكهام وبنجامين بلاك في عام 2003، كخدمة مقدمة للمطورين الآخرين، ومواقع الويب، والتطبيقات من جانب العميل، والشركات. قال أندرو جاسي، مؤسس خدمات أمازون ويب ونائب رئيسها في عام 2006، في ذلك الوقت إن أمازون S3 (أحد العناصر الأولى والأكثر قابلية للتوسع في خدمات أمازون ويب) «يساعد المطورين المتحررين من القلق بشأن مكان تخزين البيانات، وما إذا كانت آمنة وآمن، إذا كان متاحًا عند الحاجة إليه، والتكاليف المرتبطة بصيانة الخادم، أو ما إذا كان لديهم مساحة تخزين كافية متاحة. تمكّن أمازون S3 المطورين من التركيز على الابتكار باستخدام البيانات، بدلاً من معرفة كيفية تخزينها.». في عام 2016 تمت ترقية جاسي إلى منصب الرئيس التنفيذي للقسم. مما يعكس نجاح خدمات أمازون ويب، بلغ أجره السنوي في عام 2017 ما يقرب من 36 مليون دولار.
في عام 2014، أطلقت خدمات أمازون ويب شبكة شركائها المسماة APN (شبكة شركاء خدمات أمازون ويب) والتي تركز على مساعدة الشركات القائمة على خدمات أمازون ويب على النمو وتوسيع نطاق نجاح أعمالها من خلال التعاون الوثيق وأفضل الممارسات.
لدعم التدريب على مستوى الصناعة وتوحيد المهارات، بدأت خدمات أمازون ويب في تقديم برنامج شهادة لمهندسي الكمبيوتر، في 30 أبريل 2013، لتسليط الضوء على الخبرة في الحوسبة السحابية.
لدعم التدريب على مستوى الصناعة وتوحيد المهارات، بدأت خدمات أمازون ويب في تقديم برنامج شهادة لمهندسي الكمبيوتر، في 30 أبريل 2013، لتسليط الضوء على الخبرة في الحوسبة السحابية.
في كانون الثاني (يناير) 2015، استحوذت خدمات أمازون ويب على مختبرات أنابورنا، وهي شركة إلكترونيات دقيقة مقرها إسرائيل تشتهر بمبلغ 350-370 مليون دولار أمريكي.
كتب جيمس هاميلتون، مهندس خدمات أمازون، مقالة استعادية في عام 2016 لتسليط الضوء على العشر سنوات من تاريخ الخدمة عبر الإنترنت من 2006 إلى 2016. كمشجع مبكر ومؤيد صريح للتكنولوجيا، انضم إلى فريق هندسة خدمات أمازون ويب في عام 2008.
في يناير 2018، أطلقت أمازون خدمة قياس تلقائي على خدمات أمازون ويب.
في نوفمبر 2018، أعلنت خدمات أمازون ويب عن أنوية ARM مخصصة للاستخدامها في خوادمها. أيضًا في نوفمبر 2018، تعمل خدمات أمازون ويب على تطوير محطات أرضية للتواصل مع الأقمار الصناعية للعميل.

### النمو والأرباح
في نوفمبر 2010، تم الإبلاغ عن انتقال جميع مواقع البيع بالتجزئة التابعة لـ Amazon.com إلى خدمات أمازون ويب. قبل عام 2012، كانت خدمات أمازون ويب تُعتبر جزءًا من Amazon.com وبالتالي لم يتم تحديد إيراداتها في البيانات المالية لشركة أمازون. في ذلك العام، قدر مراقبو الصناعة لأول مرة أن إيرادات خدمات أمازون ويب تزيد عن 1.5 مليار دولار.
في أبريل 2015، أفاد موقع Amazon.com أن خدمات أمازون ويب كانت مربحة، حيث بلغت مبيعاتها 1.57 مليار دولار في الربع الأول من العام و 265 مليون دولار من الدخل التشغيلي. وصفها مؤسسها جيف بيزوس بأنها شركة سريعة النمو بقيمة 5 مليارات دولار. وصفها محللون بأنها «مربحة بشكل مدهش أكثر من التوقعات». في أكتوبر، قال موقع Amazon.com في تقرير أرباحه للربع الثالث أن الدخل التشغيلي لـ خدمات أمازون ويب بلغ 521 مليون دولار، مع هوامش تشغيل بنسبة 25%. بلغت عائدات خدمات أمازون ويب للربع الثالث لعام 2015 2.1 مليار دولار، بزيادة قدرها 78% عن إيرادات الربع الثالث لعام 2014 البالغة 1.17 مليار دولار. زادت إيرادات الربع الرابع من عام 2015 لقطاع خدمات أمازون ويب بنسبة 69.5% سنويًا لتصل إلى 2.4 مليار دولار بهامش تشغيلي 28.5%، مما منح خدمات أمازون ويب معدل تشغيل يبلغ 9.6 مليار دولار. في عام 2015، قدّرت شركة جارتنر أن عملاء أمازون ويب ينشرون بنية تحتية على خدمات أمازون ويب أكثر من 10 أضعاف من الاعتماد المشترك لـ 14 مزودًا تاليًا.
في الربع الأول من عام 2016، بلغت الإيرادات 2.57 مليار دولار أمريكي بصافي دخل قدره 604 مليون دولار أمريكي، بزيادة قدرها 64% عن الربع الأول من عام 2015، مما أدى إلى جعل خدمات أمازون ويب أكثر ربحية من أعمال البيع بالتجزئة في أمريكا الشمالية في أمازون للمرة الأولى. في الربع الأول من عام 2016، شهدت أمازون ارتفاعًا بنسبة 42% في قيمة الأسهم نتيجة لزيادة الأرباح، والتي ساهمت خدمات أمازون ويب منها بنسبة 56% في أرباح الشركات.
حصلت خدمات أمازون ويب على 17.46 مليار دولار من الإيرادات السنوية في عام 2017. بحلول نهاية عام 2018، ارتفع الرقم إلى 25.65 مليار دولار.
في عام 2019، سجلت خدمات أمازون ويب نموًا سنويًا بنسبة 37% وشكلت 12% من إيرادات امازون (ارتفاعًا من 11% في 2018).

### قاعدة العملاء
- في 14 مارس 2006، قالت أمازون في بيان صحفي: «أكثر من 150.000 مطور قد سجلوا أنفسهم لاستخدام خدمات أمازون ويب منذ إنشائها».
- في نوفمبر 2012، استضافت خدمات أمازون ويب أول حدث للعملاء في لاس فيجاس.[33]
- في 13 مايو 2013، مُنحت خدمات أمازون ويب سلطة وكالة لتشغيل (ATO) من وزارة الصحة والخدمات البشرية الأمريكية في إطار برنامج إدارة المخاطر والتفويض الفيدرالي.[34]
- في أكتوبر 2013، تم الكشف عن حصول خدمات أمازون ويب على عقد بقيمة 600 مليون دولار مع وكالة المخابرات المركزية.[35]
- خلال أغسطس 2014، تلقت خدمات أمازون ويب التفويض المؤقت على مستوى وزارة الدفاع لجميع مناطق الولايات المتحدة.[36]
- خلال 2015 إعادة: اخترع الفكرة الرئيسية، كشفت خدمات أمازون ويب أن لديها أكثر من مليون عميل نشط كل شهر في 190 دولة، بما في ذلك ما يقرب من 2000 وكالة حكومية و 5000 مؤسسة تعليمية وأكثر من 17500 منظمة غير ربحية.
- في 5 أبريل 2017، أعلنت خدمات أمازون ويب وتقنية DXC (التي تشكلت من اندماج CSC و HPE's Enterprise Services Business) عن تحالف موسع لزيادة الوصول إلى ميزات خدمات أمازون ويب لعملاء المؤسسات في مراكز البيانات الحالية.[37]

من بين العملاء البارزين وكالة ناسا  وحملة أوباما الرئاسية لعام 2012 ونتفليكس.
في عام 2019، تم الإبلاغ عن أن أكثر من 80% من شركات DAX الألمانية المُدرجة تستخدم خدمات أمازون ويب.
في أغسطس 2019، قالت البحرية الأمريكية إنها نقلت 72000 مستخدم من ستة أوامر إلى نظام سحابة خدمات أمازون ويب كخطوة أولى نحو دفع جميع بياناتها وتحليلاتها إلى السحابة.

### انقطاعات كبيرة في الخدمة
- في 20 أبريل 2011، عانت خدمات أمازون ويب من انقطاع كبير. أصبحت أجزاء من خدمة إيلاستك بلوك ستور (EBS) «عالقة» ولا يمكنها تلبية طلبات القراءة / الكتابة. استغرق الأمر يومين على الأقل لاستعادة الخدمة بالكامل.[43]
- في 29 يونيو 2012، تم إيقاف العديد من مواقع الويب التي تعتمد على خدمات أمازون ويب في وضع عدم الاتصال بسبب عاصفة شديدة في شمال فيرجينيا، حيث توجد أكبر مجموعة لمراكز بيانات خدمات أمازون ويب.[44]
- في 22 أكتوبر 2012، حدث انقطاع كبير، مما أثر على العديد من المواقع مثل ريديت وفورسكوير وبنترست وغيرها. كان السبب هو خطأ تسرب الذاكرة في عامل تجميع البيانات التشغيلية.[45]
- في 24 ديسمبر 2012، عانت خدمات أمازون ويب من انقطاع آخر مما تسبب في عدم توفر مواقع الويب مثل نتفليكس للعملاء في شمال شرق الولايات المتحدة.[46] استشهدت خدمات أمازون ويب بخدمة أمازون إي سي 2 (ELB) باعتبارها السبب.[47]
- في 28 فبراير 2017، شهدت خدمات أمازون ويب انقطاعًا هائلاً في خدمات S3 في منطقة شمال فيرجينيا. غالبية مواقع الويب التي اعتمدت على خدمات أمازون ويب S3 إما معلقة أو متوقفة، وأبلغت أمازون في غضون خمس ساعات أن خدمات أمازون ويب كانت متصلة بالإنترنت بالكامل مرة أخرى.[48] لم يتم الإبلاغ عن فقدان أي بيانات بسبب انقطاع التيار الكهربائي. كان سبب الانقطاع هو خطأ بشري حدث أثناء تصحيح الأخطاء، مما أدى إلى إزالة سعة خادم أكبر مما هو مقصود، مما تسبب في حدوث انقطاع في الدومينو.[49]
- في 25 نوفمبر 2020، واجهت خدمات أمازون ويب عدة ساعات من الانقطاع في خدمة حركة في منطقة شمال فيرجينيا (us-east-1). كما تأثرت الخدمات الأخرى التي تعتمد على حركة.[50][51]

## التوفر والبنية
اعتبارًا من يناير 2021, خدمات أمازون ويب لديها عمليات متميزة في 24 «منطقة» جغرافية: 7 في أمريكا الشمالية، 1 في أمريكا الجنوبية، 6 في أوروبا، 1 في الشرق الأوسط، 1 في أفريقيا و 8 في آسيا والمحيط الهادئ.
أعلنت خدمات أمازون ويب عن 6 مناطق جديدة سيتم طرحها عبر الإنترنت.
يتم احتواء كل منطقة بالكامل داخل دولة واحدة وتبقى جميع بياناتها وخدماتها داخل المنطقة المحددة. تحتوي كل منطقة على «مناطق توافر خدمات» متعددة، والتي تتكون من واحد أو أكثر من مراكز البيانات المنفصلة، لكل منها طاقة زائدة وشبكات واتصال وموجودة في مرافق منفصلة. لا توفر مناطق التوفر تلقائيًا قابلية إضافية للتوسع أو التكرار داخل المنطقة، نظرًا لأنها معزولة عن بعضها البعض عن قصد لمنع الانقطاعات من الانتشار بين المناطق. يمكن أن تعمل العديد من الخدمات عبر مناطق توافر الخدمات (على سبيل المثال، S3 ومولد قواعد بيانات أمازون) بينما يمكن تهيئة خدمات أخرى لتكرارها عبر المناطق لنشر الطلب وتجنب فترات التوقف عن العمل من حالات الفشل.
اعتبارًا من ديسمبر 2014، قامت خدمات أمازون ويب بتشغيل ما يقدر بنحو 1.4 مليون خادم عبر 28 منطقة توافر. تتكون الشبكة العالمية لمواقع خدمات أمازون ويب إيدج من 54 نقطة تواجد في جميع أنحاء العالم، بما في ذلك مواقع في الولايات المتحدة وأوروبا وآسيا وأستراليا وأمريكا الجنوبية.
في عام 2014، ادعت خدمات أمازون ويب أن هدفها هو تحقيق استخدام الطاقة المتجددة بنسبة 100% في المستقبل. في الولايات المتحدة، تشمل شراكات خدمات أمازون ويب مع مزودي الطاقة المتجددة مجتمع الطاقة في فرجينيا لدعم منطقة شرق الولايات المتحدة؛ تطوير الأنماط، في يناير 2015، لبناء وتشغيل مزرعة الرياح فاولر ريدج [الإنجليزية]
؛ أفانجريد [الإنجليزية]
، في يوليو 2015، لبناء وتشغيل مزرعة الرياح شرق الولايات المتحدة؛ إي دي بي مصادر الطاقة المتجددة أمريكا الشمالية [الإنجليزية]
، في نوفمبر 2015، لبناء وتشغيل مزرعة الرياح وسط الولايات المتحدة؛ وتيسلا موتورز، لتطبيق تقنية تخزين البطاريات لتلبية احتياجات الطاقة في منطقة غرب الولايات المتحدة (شمال كاليفورنيا).

## غرف علوية منبثقة

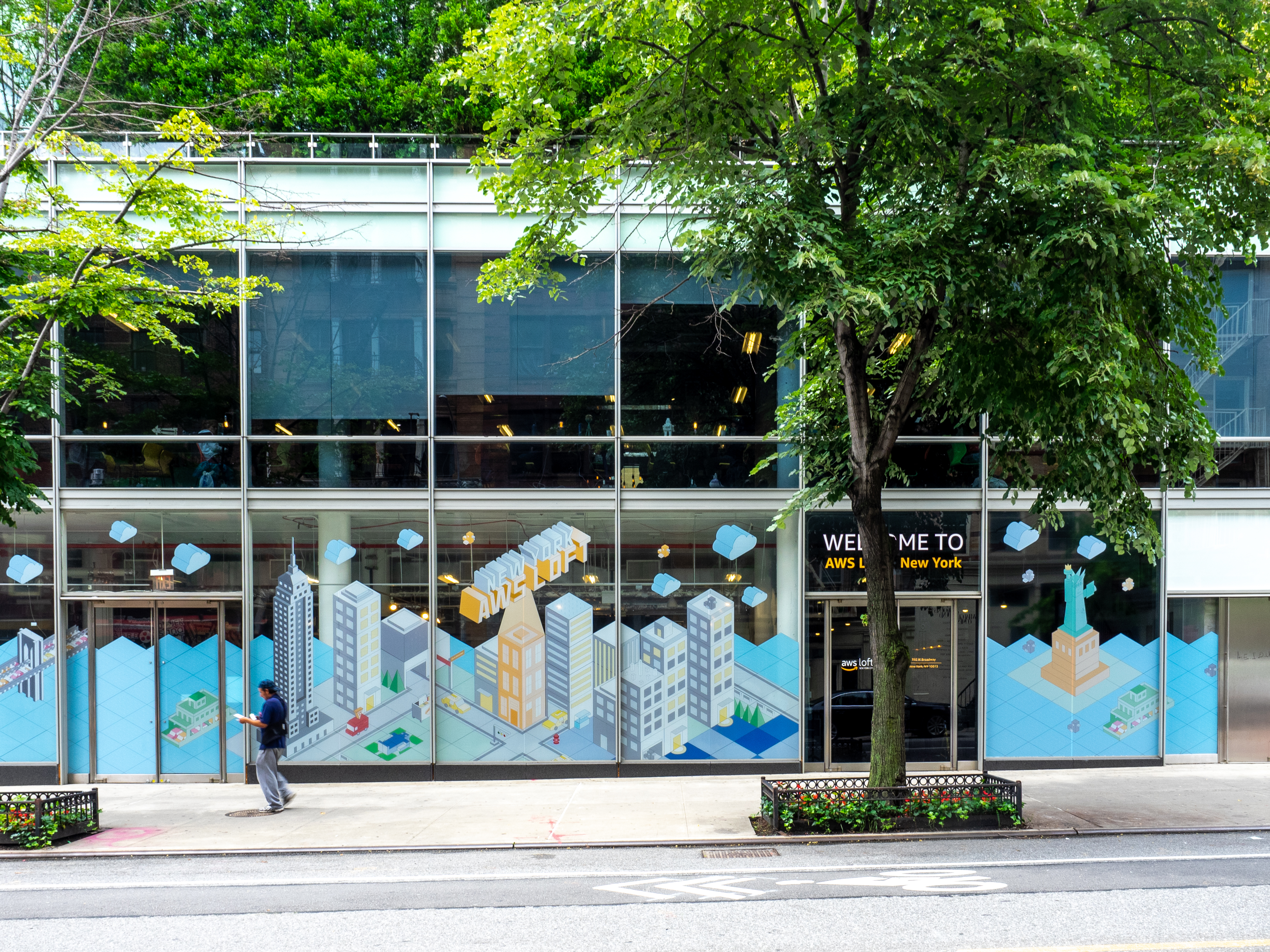
مخزن خدمات أمازون ويب في سوهو، مدينة نيويورك

تمتلك خدمات أمازون ويب أيضًا «غرف علوية منبثقة» في مواقع مختلفة حول العالم. يقوم هؤلاء بتسويق خدمات أمازون ويب لأصحاب المشاريع والشركات الناشئة في مختلف الصناعات التقنية في موقع مادي. يمكن للزوار العمل أو الاسترخاء داخل الدور العلوي، أو معرفة المزيد حول ما يمكنهم فعله باستخدام خدمات أمازون ويب. في يونيو 2014، افتتحت خدمات أمازون ويب أول دور علوي مؤقت منبثق في سان فرانسيسكو. في مايو 2015 توسعوا إلى مدينة نيويورك، وفي سبتمبر 2015 امتدوا إلى برلين. افتتحت خدمات أمازون ويب موقعها الرابع في تل أبيب من 1 مارس 2016 إلى 22 مارس 2016. تم فتح دور علوي منبثق في لندن من 10 سبتمبر إلى 29 أكتوبر 2015. تم إغلاق الغرف العلوية المنبثقة في نيويورك وسان فرانسيسكو إلى أجل غير مسمى بسبب وباء COVID-19 بينما ظلت طوكيو مفتوحة بقدرة محدودة.

## العمل الخيري
في عام 2017، أطلقت خدمات أمازون ويب خدمات أمازون ويب re/Start في المملكة المتحدة لمساعدة الشباب وقدامى المحاربين العسكريين على إعادة تدريب المهارات المتعلقة بالتكنولوجيا. بالشراكة مع ذا برينس تراست [الإنجليزية]
 ووزارة الدفاع (MoD)، ستساع خدمات أمازون ويب في توفير فرص إعادة التدريب للشباب من الخلفيات المحرومة والأفراد العسكريين السابقين. تعمل خدمات أمازون ويب جنبًا إلى جنب مع عدد من الشركات الشريكة بما في ذلك كلاودريش [الإنجليزية]
 و مجموعة سيج [الإنجليزية]
 و إي دي أف للطاقة [الإنجليزية]
 و بنك تيسكو [الإنجليزية]
.

## شخصيات رئيسية
- أندرو جاسي (الرئيس التنفيذي)[70]
- تشارلي بيل (نائب رئيس أول)
- فيرنر فوجيلز (CTO، VP)

## وصلات خارجية
- الموقع الرسمي